# Палац Тишкевичів (Броди)
Палац Тишкевичів — пам'ятка резиденційної архітектури графів Тишкевичів початку ХХ століття, що розташована у місті Броди Львівської області. Палац включений до Державного реєстру пам'яток архітектури місцевого значення рішенням Львівського облвиконкому № 330 від 24.06.1986 року та отримав охоронний № 678-м. Один з найменших палациків Львівщини.

## Розташування
Палац Тишкевичів розташований в центральній частині колишнього підміського села Старі Броди, нині — вул. Низька, 15 у місті Броди.

## Опис

Герб графів Тишкевичів

Пам'ятка являє собою яскравий приклад палацового мистецтва початку XX століття, виконаного у стилі неокласицизму. 
З відхиленням від червоної лінії забудови вул. Низької, розташована одноповерхова будівля з використаним цокольним поверхом, крита чотирисхилим дахом. Споруда центрально осьова, з коридорною структурою плану. Головний вхід виділений виступаючою колонадою тосканського ордеру, що підтримує кам’яний балкон мансардового поверху, з виділеним мурованим, рустованим входом на балкон, який завершено фігурним фронтоном, оздобленим профільованим карнизом та пілястрами. Тимпан фронтону декорований ліпними елементами рослинного характеру. Балясини балкону виконані з кам’яного литва. Пілястри першого поверху рустовані. Віконні прорізи з обрамленням. Єдиною зміною на фасаді є заміна родинного рерба Тишкевичів на картуші фронтону центрального ризаліту на державний герб України.

## Історія
На початку XX століття тодішні великі землевласники у Бродах Потоцькі починають розпродувати власности на Старих Бродах, тоді ж одну з ділянок купує родина Тишкевичів. Перший палац побудували на початку XX століття, невдовзі був розібраний, а на його місці у 1912 році з ініціативи графині Ванди Тишкевич спорудили новий мурований. Споруда «пережила» Першу світову війну та міжвоєнний період. У часи Другої світової війни споруда зазнала руйнації, але була належним чином відреставрована. При радянській владі були вкрадені та вивезені усі предмети побуту та розкоші у невідомому напрямку. Нині в будівлі колишнього палацу міститься офіс ДП Бродівське  лісове господарство, працівники якого підтримують будинок у належному стані. Сьогодні палац оточений парком, де знаходиться ставок з альтанкою. 
На початку 2000-х років перед будівлею встановлено фонтан-статую, що символізує лісове господарство.

## Галерея

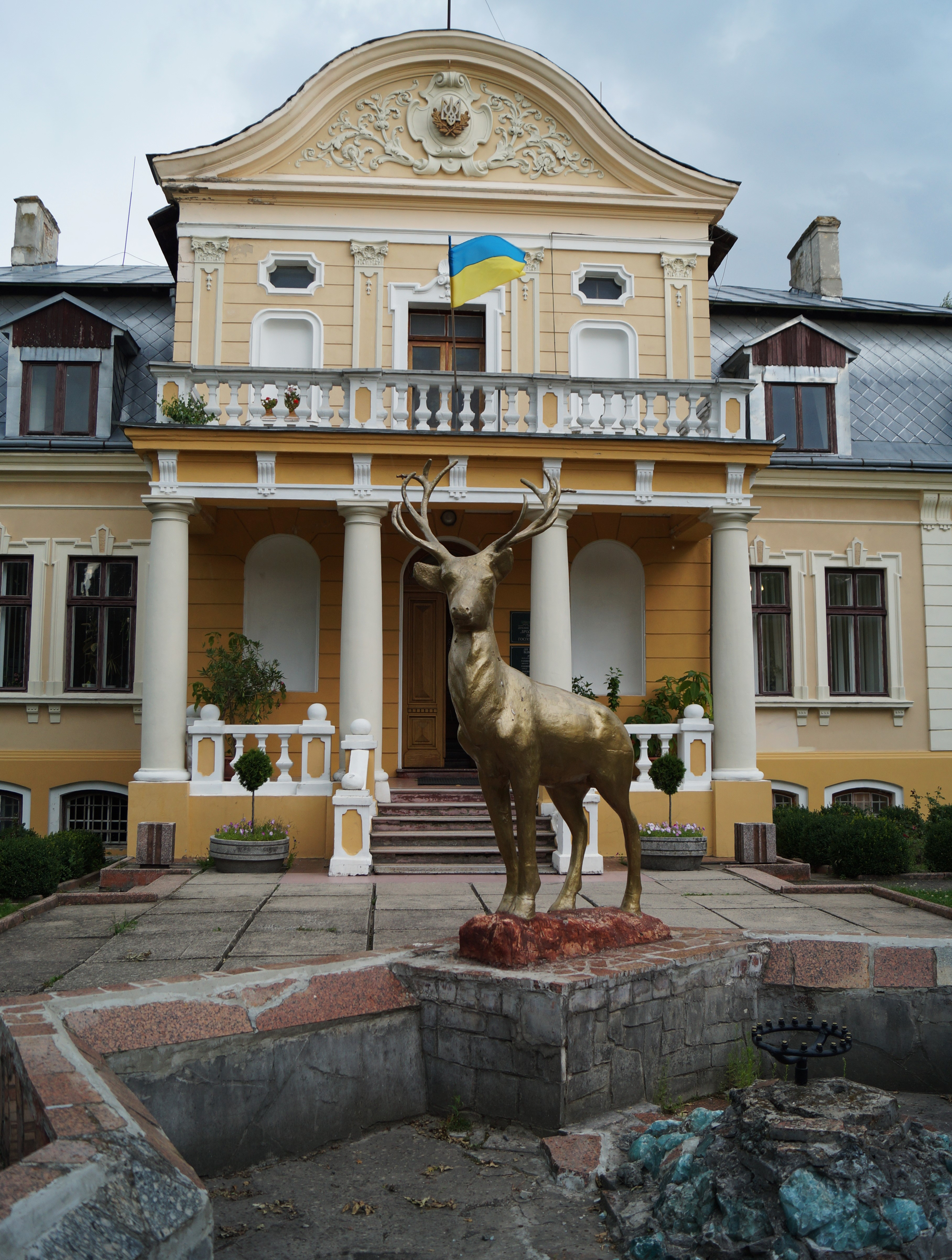
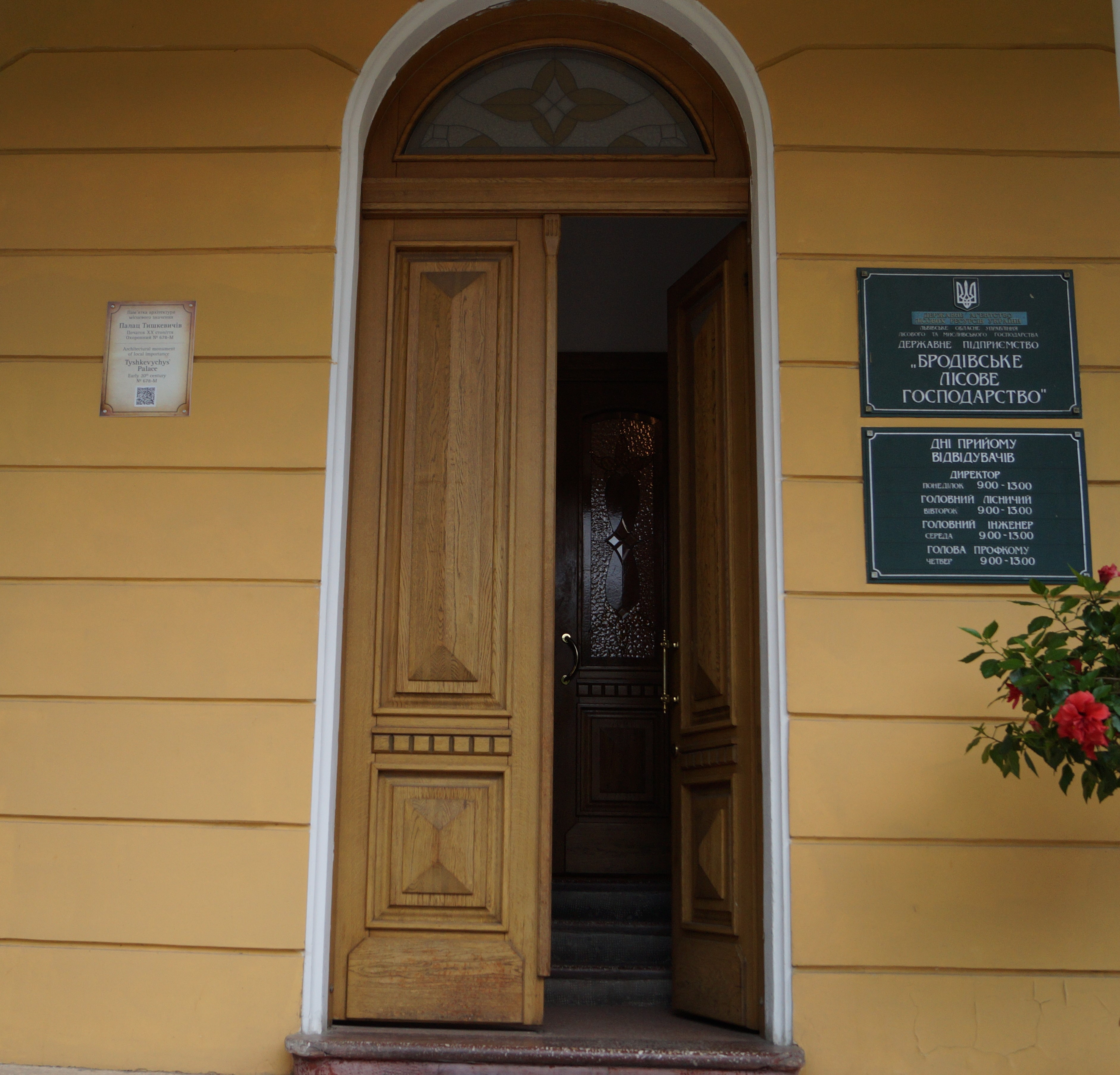
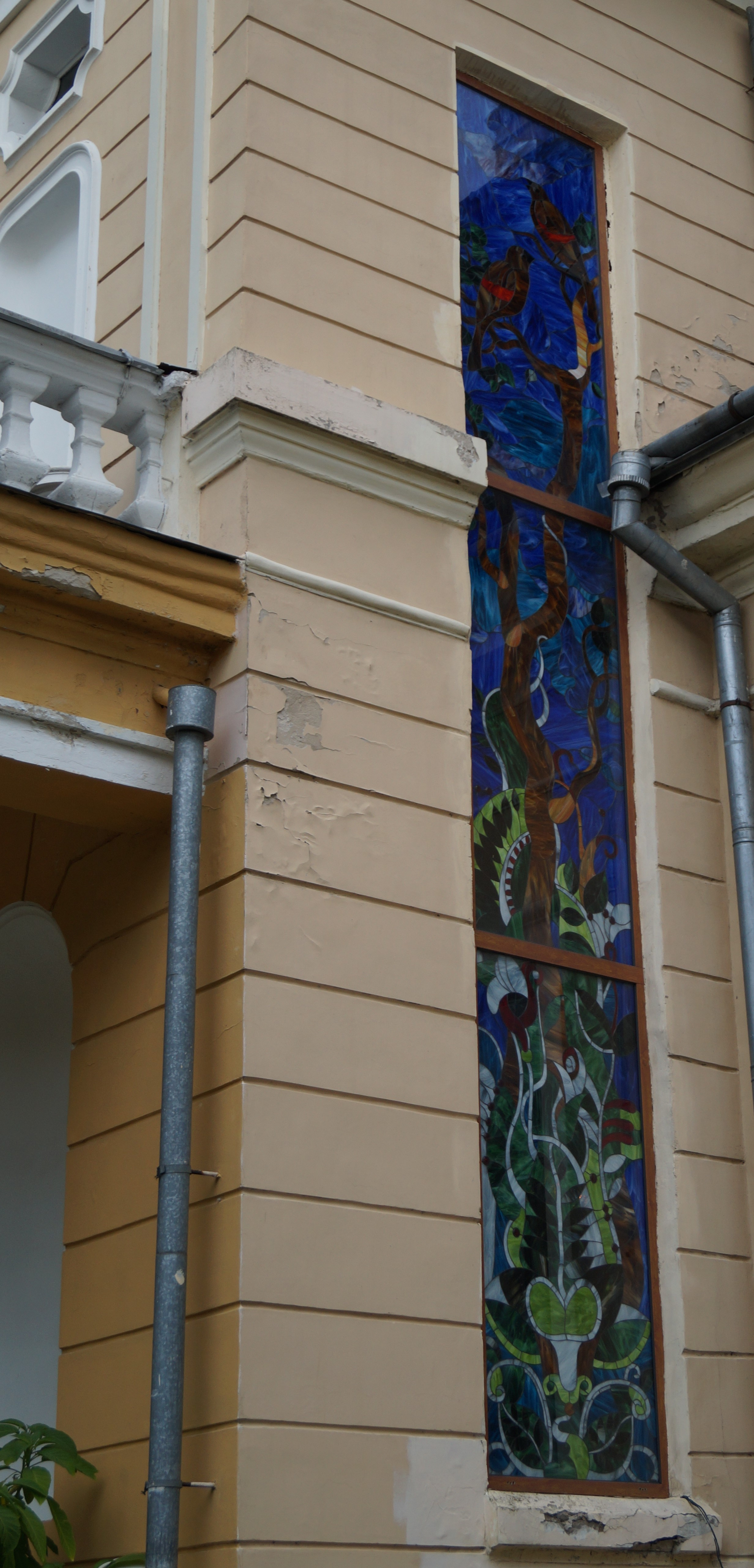
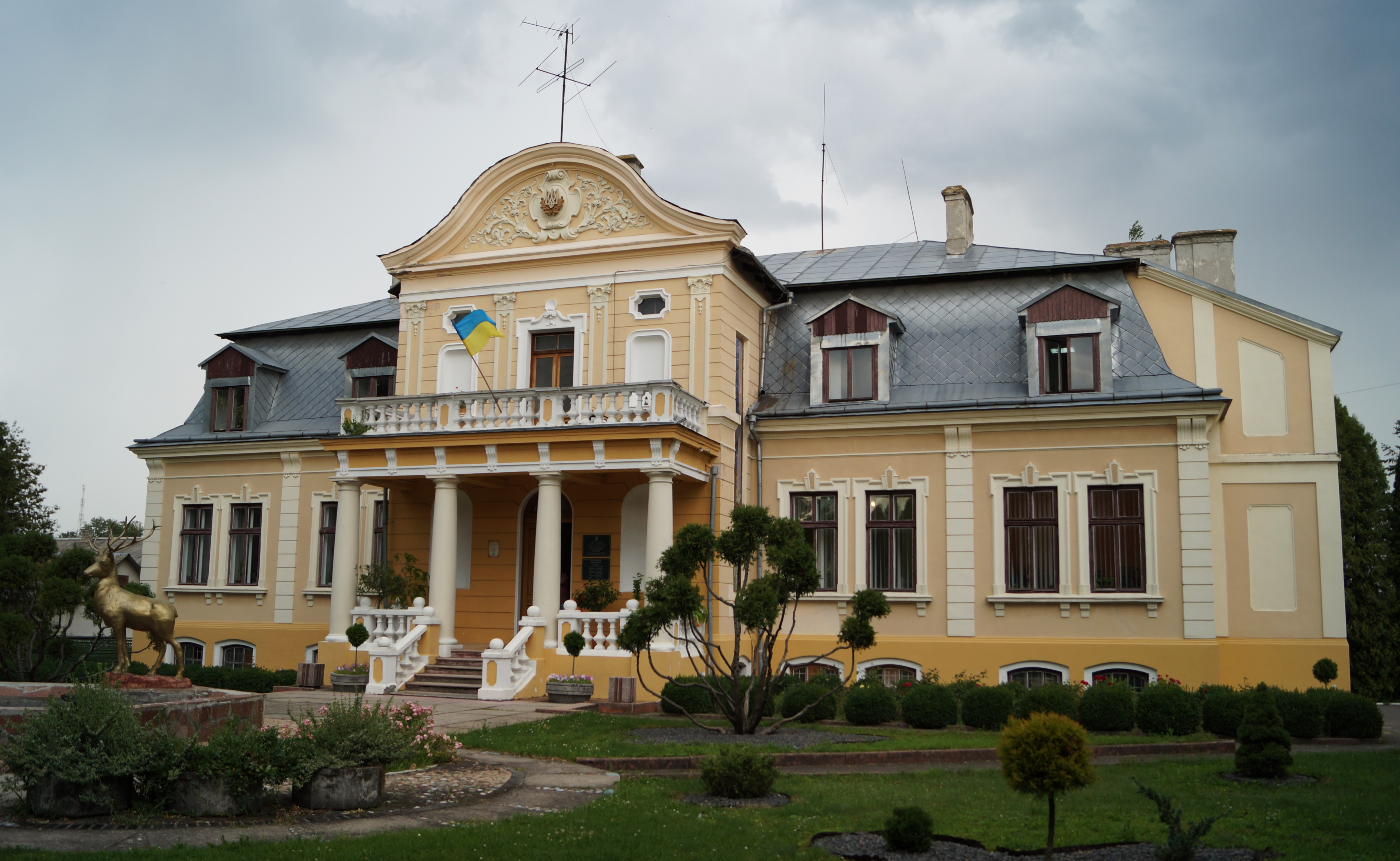